# Dunkelziffer (Verein)
Dunkelziffer e. V. ist ein Verein, der sich für sexuell missbrauchte Kinder einsetzt.
Dunkelziffer e. V. wurde am 4. Februar 1993 von dem Stern-Journalisten Klaus Meyer-Andersen gegründet. Anlass waren vorausgegangene Recherchen für die Serie Kinderschänder der Zeitschrift. Der Verein veranstaltet auch Seminare für Lehrer und Erzieher und hat ebenfalls Informationsangebote für Kinder, mit denen ca. 15.000 Personen erreicht werden. Auch einige Prominente wie z. B. Ann-Kathrin Kramer, Harald Krassnitzer oder Steffen Henssler unterstützen den Verein.

## Projekte
Um den kindlichen Opfern des sexuellen Missbrauchs und ihren Vertrauenspersonen helfen zu können, und um Kinder im Allgemeinen vor sexuellem Missbrauch zu schützen, bietet Dunkelziffer e. V. eine Vielzahl von Projekten an:

### Erstberatung
Jährlich erreichen Dunkelziffer e. V. über 1.000 Hilfsanfragen. Telefonisch, online oder per E-Mail wenden sich die Bezugspersonen von Kindern, zunehmend aber auch Kinder selbst, an die Berater und Beraterinnen des Vereins, um Hilfe zu finden.

### Opferanwälte
Der Verein stellt den Opfern schon vor Erstattung einer Anzeige Anwälte zur Seite und übernimmt die Kosten der Erstberatung.

### Kinder- und Musiktherapie
In Hamburg bietet Dunkelziffer e. V. zurzeit 22 Kindern und Jugendlichen kostenfreie Musik-, Kinder- und Jugendlichentherapie, sowie eine stabilisierende Begleitung.

### Prävention
Mit Präventionsprojekten für Schulen und Kindertagesstätten versucht Dunkelziffer einen Beitrag zum Schutz vor sexuellem Missbrauch zu leisten. Zentrale Bestandteile der Präventionsarbeit sind das Löwi Löwenstark-Projekt für Kindertagesstätten, das Little Lion-Projekt für Grundschulen und die Projekte Stark machen. Klasse sein. und Leise Krieger für weiterführende Schulen.

### Internetschulungen für Kriminalbeamte, Staatsanwälte und Richter
Mit Internetschulungen vernetzt der Verein deutschlandweit alle an der Ermittlung beteiligten Berufsgruppen. So wurden seit 1996 bereits über 1500 Teilnehmer für die Bekämpfung von Kinderpornographie im Internet geschult.

### Fortbildung
Dunkelziffer e. V. bietet fachliche Fortbildung für alle Berufsgruppen, die mit Kindern und Jugendlichen zusammenarbeiten, sowie Supervisionsgruppen für Fachleute.

## Finanzierung
Dunkelziffer e. V. finanziert seine Arbeit ausschließlich aus Spenden und gelegentlichen Bußgeldzuweisungen und wird von den Hamburger Kommunikationsagenturen Nest One, Vasata Schröder und Hesse und Hallermann kostenfrei unterstützt. Der Verein ist als gemeinnützig anerkannt.

## Mediale Berichterstattung
- Martina Goy: Sich stark machen gegen Kinderleid. Die Welt, 1. März 2009, abgerufen am 27. August 2013.
- Wo Opfer Hilfe bekommen. Stern TV, 17. Januar 2013, archiviert vom Original (nicht mehr online verfügbar) am 20. Januar 2013; abgerufen am 27. August 2013.
- Anika Giese: Wie Kinder sicher surfen. Norddeutscher Rundfunk, 14. April 2011, abgerufen am 27. August 2013.
- Ursula Armstrong: Wir machen Kinder stark. Ärzte Zeitung, 26. Juni 2013, abgerufen am 27. August 2013.
- ü12.000 Euro für „Dunkelziffer“. Lions-Club unterstützt Verein gegen Kindesmissbrauch. Hamburger Wochenblatt, abgerufen am 27. August 2013.

## Auszeichnungen
- Im Jahr 2006 erhielt Dunkelziffer e. V. den Max-Brauer-Preis der Alfred Toepfer Stiftung F.V.S. für Verdienste um das kulturelle, wissenschaftliche und geistige Leben Hamburgs.[2]
- Peter Heinlein: Preisgekrönter Spot gegen Kindesmissbrauch. Bild, 27. Juni 2008, abgerufen am 27. August 2013.
- Der Verein war 2011 Preisträger bei „365 Orte im Land der Ideen“, Verein Dunkelziffer bekommt Preis. Hamburger Abendblatt, 14. April 2011, abgerufen am 27. August 2013., Löwi Löwenstark – Projekt gegen Kindesmissbrauch. Opferschutzverein unterstützt Prävention von Kindesmissbrauch. Deutschland, Land der Ideen, abgerufen am 28. November 2024.
- Dunkelziffer e. V.: „Wir machen Kinder stark“. Springermedizin, abgerufen am 27. August 2013.
- Am 10. Juni 2016 erhielt Dunkelziffer e. V. den HanseMerkur Kinderschutzpreis 2015[3] für das Projekt „Beratung – Krisenintervention – Therapie“
- Am 5. Dezember 2016 wurde Dunkelziffer e. V. mit dem Deutschen Engagementpreis in der Kategorie „Leben bewahren“ geehrt[4].